# ハットフィールド・ハウス

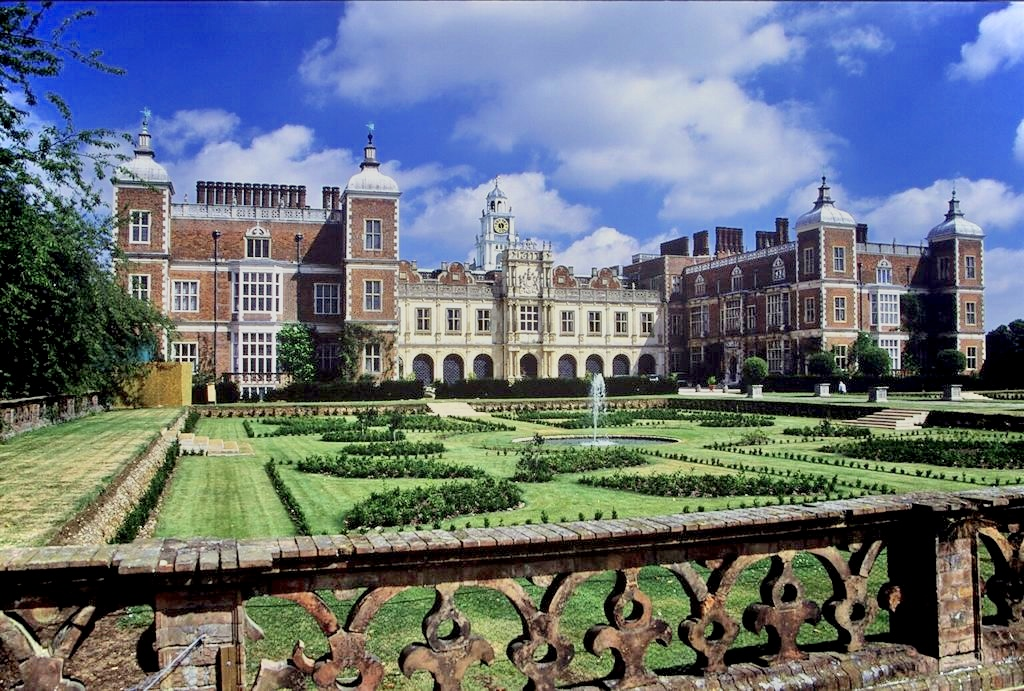
ハットフィールド・ハウスの主館。1607年から1612年にかけて建造された。

ハットフィールド・ハウス（Hatfield House）は、イングランドのハートフォードシャーにある中世のカントリー・ハウス（貴族の館）。15世紀末に高位聖職者の邸宅として建造され、16世紀中には王室の宮殿のひとつとして使われたが、17世紀初頭に国王ジェームズ1世と宰相初代ソールズベリー伯爵ロバート・セシルの邸宅交換により、ソールズベリー伯爵（後ソールズベリー侯爵）セシル家の邸宅となる。現在の主館は1607年から1612年にかけて初代ソールズベリー伯が改築したもので当時のジャコビアン様式の建築を代表する館である。

## 概要
15世紀末にイーリー大聖堂の枢機卿ジョン・モートンによって建造されたが、ヘンリー8世の宗教改革の際に没収され、国王の子供たちの宮殿として使用された。メアリー1世やエリザベス1世らが育った場所として知られる。17世紀初頭のジェームズ1世の時代に宰相の初代ソールズベリー伯爵ロバート・セシルが国王との邸宅交換で手に入れ、以降ソールズベリー伯爵（後ソールズベリー侯爵）セシル家（後に婚姻によるガスコイン家の財産相続でガスコイン＝セシル家に改姓）の本邸となって現在に至る。
19世紀末から20世紀初頭に英国首相を務めた第3代ソールズベリー侯爵ロバート・ガスコイン＝セシルをはじめとした大物政治家を輩出したセシル家の人脈が多数出入りする政界サロンとしても有名で、1903年には日英同盟締結を求められていた訪英中の伊藤博文も招かれている。
現・所有者は初代ソールズベリー伯ロバート・セシルの子孫にあたる第7代ソールズベリー侯爵ロバート・ガスコイン＝セシルだが、一般公開されている。主館であるハットフィールド・ハウス、聖職者邸だったころの一部であるビショップ館、庭園のハットフィールド公園から成る。

### 主館

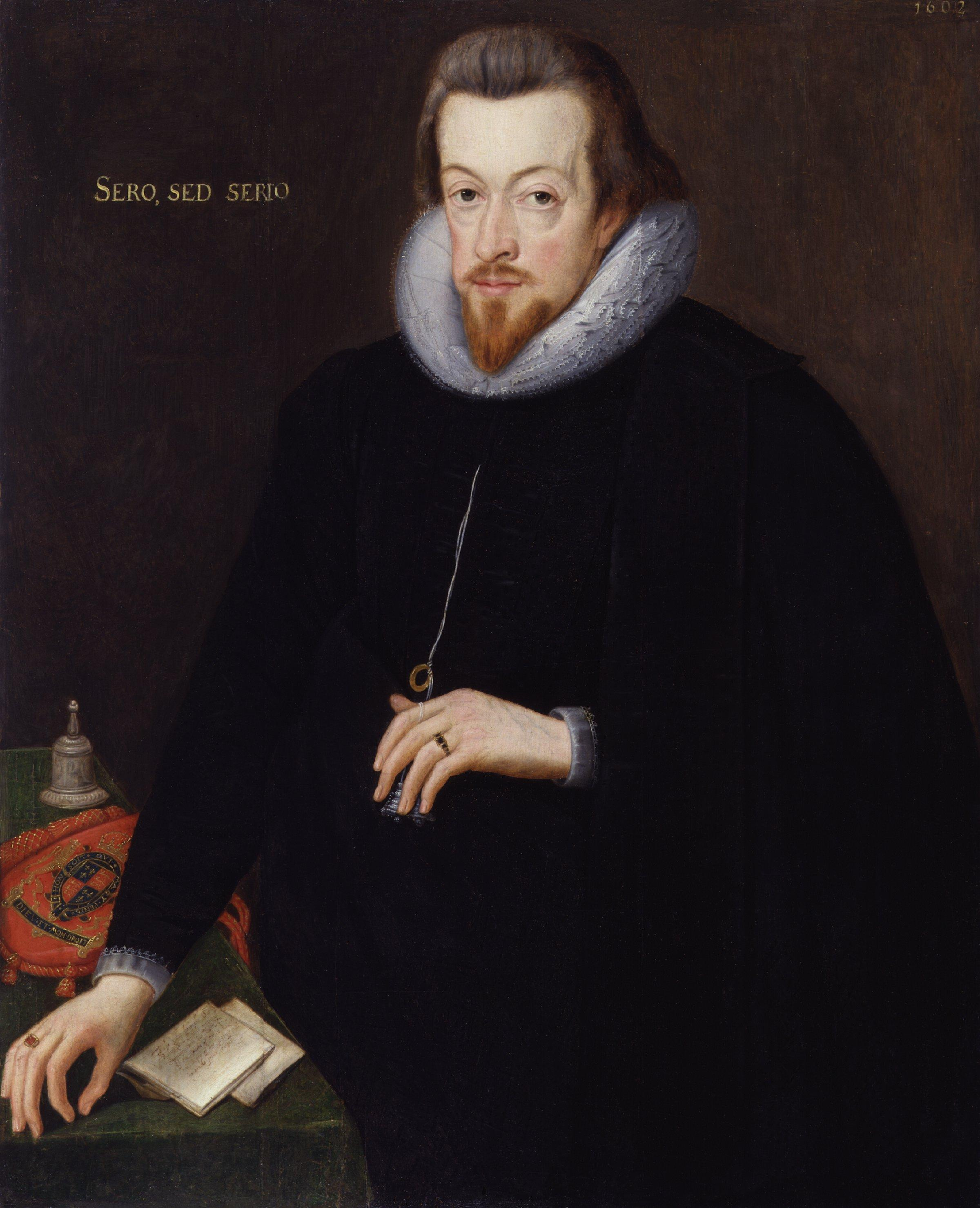
現存の主館を建てた初代ソールズベリー伯爵ロバート・セシル（1563-1612）

所有者となった初代ソールズベリー伯爵ロバート・セシルは、1607年から1612年にかけて枢機卿ジョン・モートンが建てヘンリー8世の子供たちが暮らした古い館を取り壊し、新たに3階建てレンガ造りのカントリー・ハウスを建設した。17世紀初頭のイングランド建築ジャコビアン様式の代表例で、この様式の館としてはイングランドで五指に入る重要な建造物である。
館の平面はフランスの邸宅建築のようなコの字型だが、中央にはスクリーンズ・パッセイジを配置し、正面からみて右手にマーブルホールを設置するマナーハウスの伝統に則ったものになっている。西翼が1835年の火災で破壊された。

### ビショップ館
もともとイーリー大聖堂の聖職者たちの邸宅で、国王らもしばしば訪れる場所だった。1480年にモートン卿が赤レンガ造りの新しい館を建てた。1515年ごろからヘンリー8世が別邸のように使いはじめ、娘のメアリー王女を住まわせていたが、1538年に正式に所有し、幼いエリザベス王女やエドワード王子（エドワード6世）も暮らしはじめる。1549年にジョン・ダドリーに譲られたが、エリザベスの反対によって戻され、メアリーの死で自らが即位する1558年まで暮らし、即位後もしばしば訪れた。エリザベスの死後、ジェームズ1世の妃アン・オブ・デンマークのものになったが、1607年にジェームズ1世がロバート・セシル邸との交換を望んだためセシル家のものとなり、主館は取り壊されて改築された。残された厩と門楼は15世紀の貴重な遺構として保存され、レストランなどに使われている。

### ハットフィールド公園
ハットフィールド・ハウスの敷地と庭園を含む7500平方mの公園で、17世紀初期に造園され、19世紀半ば、20世紀後半に整備が行なわれた。ヘンリー・ムーアなどの野外彫刻も多数配置されている。

## 撮影
多くの作品のロケ地として使用されている。
- アガサ・クリスティー ミス・マープル（TVシリーズ） - 「チムニーズ館の秘密」2012年
- 英国王のスピーチ
- シャーロック・ホームズ（2009年の映画）
- バットマン
- バットマン ビギンズ
- 恋におちたシェイクスピア
- 高慢と偏見とゾンビ[10][11]

## ギャラリー

### 外観
- ハットフィールドハウス南面
- ハットフィールドハウス北面
- ハットフィールドハウス西面
- 15世紀末に建てられたビショップ館の一部

### マーブル・ホール
- マーブルホールの名前の由来は床のチェッカー模様の大理石[7]。
- 天上の重々しい装飾は典型的なジャコビアン様式[12]、マニエリスム様式である[7]。格間のそれぞれの天井画にはオリュンポスの神々が描かれている[7]。

### ロングギャラリー
- 60メートルに及ぶロングギャラリー[7]。天井は建設時には白い漆喰仕上げだったが、19世紀に金箔が貼られ、部屋全体が黄金に輝く豪華絢爛なものとなった[7]。

### チャペル
- ステンドグラス
- 天井

### 武器庫
- 武器防具はスペイン無敵艦隊からの戦利品である[7]。

### その他の部屋
- ダイニングルーム
- ジェームズ1世ルーム
- ベッドルーム
- キッチン

### 美術品
- ロッククリスタルの食器
- 鼈甲の箱

### 庭園
- 南側庭園
- ノットガーデン
- ライムツリーウォーク
- 日時計